# Born Free (M.I.A.)
Born Free è un singolo discografico della cantante inglese M.I.A., pubblicato nel 2010 ed estratto dal suo terzo album in studio Maya.
La canzone è costruita su un campionamento di Ghost Rider (1977) del duo statunitense Suicide.

## Tracce
- Download digitale

1. Born Free – 4:10

## Video
Il videoclip della canzone è stato diretto dal regista francese Romain Gavras. 
Esso è stato girato in California come un cortometraggio dalla durata di circa nove minuti.
Il video-cortometraggio ritrae un genocidio contro coloro che hanno i capelli rossi, suscitando molte polemiche in tutto il mondo sia sulle scene realizzate che sull'allegoria che lo stesso video vuole esprimere.